# محطة الطاقة الشمسية عين الملح - المسيلة
محطة الطاقة الشمسية بعين الملح هي محطة طاقة كهرضوئية جزائرية تقع في بلدية عين الملح التابعة لولاية المسيلة

## وصف
تقع المحطة على بعد 5 كم عن بلدية عين الملح و125 كم عن مدينة المسيلة، تتربع على مساحة 40 هكتار وتنتج مايفوق 100 ميغاواط ساعي كمتوسط يوميا من الكهرباء باستطاعة 20 ميغاواط.
تحتوي على أكثر من 80 ألف لوح شمسي متوزعة على 1820 مصفوفة و680 علبة ربط بمستوياتها الثلاثة و40 مموج و20 محول.
ترتبط بشبكة نقل الكهرياء ذات التوتر العالي 60 كيلوفولط عن طريق محطة الرفع التي تحتوي على محول واحد بقدرة 20 ميغافولط أمبير.
توظف 45 عاملا من بينهم 16 موظفا ينتمون إلى الشركة المسؤولة عن المحطة SKTM، والباقي عمال حراسة.

## معلومات تقنية عن المحطة
- الاستطاعة: 20 ميغاواط
- القدرة: 100 ميغاواط ساعي / يومي
- المساحة: 40 هكتار
- بداية المشروع: سبتمبر 2014
- بداية الإنتاج: ديسمبر 2016
- تكلفة مالية تقارب 4 ملايير دج (28 مليون دولار).